# Michele Alberto Carrara
Michele Alberto Carrara est un théologien, historien, philosophe, médecin, orateur et poète italien du 15e siècle.

## Biographie
Il était fils de Guido Carrara, savant médecin, qui mourut le 9 janvier 1457, et dont il a écrit la vie. Michele Alberto, à l’exemple de son père, exerça la médecine. Dans sa jeunesse il servit dans les guerres de Philippe Marie Visconti contre Francesco Sforza ; on ignore si c’était en qualité de médecin ou de soldat. Il était versé dans tous les genres de littérature, comme le prouvent ses différentes productions, et estimé des savants de son temps. Carrara mourut à Bergame, le 26 octobre 1490, et fut enterré dans l’église de St-François, auprès de son père et de ses ancêtres. Deux ans auparavant (le 24 février 1488), l’empereur Frédéric III lui avait donné le titre de comte palatin. Sa vie a été écrite par Antonio Suardo de Bergame, et imprimée à Bergame en 1784.

## Œuvres
On a de lui :
- un poème inédit, en vers héroïques, sur la guerre des Vénitiens, commandés par Jacopo Antonio Marcello, De Bello Veneto per Jacobum Marcellum in Italia gesto, liber unus, dont le manuscrit est conservé à Venise dans la bibliothèque de Ste-Marie della SaIute.
- un grand nombre de discours en prose et de poésies diverses, tant en latin qu’en italien, qui n’ont point été imprimés, mais dont on a des copies dans plusieurs bibliothèques d’Italie.
- De omnibus Ingeniis augendæ memoriæ, Bologne, 1491.
- Oratio extemporalis habita in funere Bartholomæi Coleonis, Bergame, 1732.